# Сиракава, Хидэки
Хидэ́ки Сирака́ва (яп. 白川 英樹 Сиракава Хидэки, ромадзи: Hideki Shirakawa; род. 20 августа 1936 года, Токио, Япония) — японский учёный-химик, лауреат Нобелевской премии по химии за 2000 год совместно с Аланом Хигером и Аланом Макдиармидом с формулировкой «за открытие проводимости в полимерах».

## Pанняя жизнь и образование
Хидэки Сиракава родился в Токио (Япония), в семье военного врача. В детстве он жил в Маньчжоу-го и Тайване. Примерно в третьем классе он переехал в Такаяму (префектура Гифу), который является родным городом его матери.
В 1961 году Сиракава окончил Токийский технологический институт (Tokyo Tech) со степенью бакалавра по химическому машиностроению, а в 1966 году также получил докторскую степень в Токио. После этого получил должность ассистента в лаборатории химических ресурсов Tokyo Tech.

## Карьера
Будучи ассистентом в Токийском технологическом институте (Tokyo Tech) в Японии, Сиракава разработал полиацетилен, который имеет металлический вид. Этот результат заинтересовал Алана Макдиармида, когда он посетил Tokyo Tech в 1975 году.
В 1976 году Сиракава был приглашен на работу в лабораторию Алана Макдиармида в качестве докторанта в Пенсильванском университете. Они изучали электропроводность полиацетилена вместе с американским физиком Аланом Хигером.
В 1977 году они обнаружили, что легирование парами йода может повысить проводимость полиацетилена. Трое ученых были удостоены Нобелевской премии по химии в 2000 году за это открытие. Что касается механизма электропроводности, то, как полагают, в ней играют роль нелинейные возбуждения в виде солитонов.
В 1979 году Сиракава стал доцентом в Университете Цукуба, три года спустя он получил статус полного профессора. В 1991 году был назначен начальником научно-технического отдела Университета Цукуба (до марта 1993 года), а также начальником группы категории №3 (до марта 1997 года).

## Награды
- 1983 Премия Общества науки о полимерах (Япония)
- 2000 Премия Японского общества содействия науке за выдающиеся достижения в области полимеров и технологий
- 2000 Нобелевская премия по химии
- 2000 Орден Культуры
- 2000 почетный профессор Университета Цукуба
- 2001 Специальная премия Японского химического общества
- 2001 член Японской академии наук
- 2006 почетный профессор Чжэцзянского университета

## Родные
Его родственница Хитоми Ёсидзава является участницей женской поп-группы Morning Musume. Ещё одна родственница — Наоко Такахаси, японская бегунья, соревнующаяся в марафоне, золотой призёр летних Олимпийских игр 2000 года.